# Knäckepil
Knäckepil eller skörpil (Salix fragilis) är ett lövträd i familjen videväxter som gärna växer nära vatten och som länge har odlats som prydnadsträd kring dammar och vattendrag. Det kan bli 20–25 meter högt, ibland närmare 30 meter, och med tiden även bli mycket tjockstammigt med skrovlig bark.

## Historik
Pilen (flera olika arter) kom första gången till Sverige under sen medeltid då munkar förde in knäckepilen till klosterträdgårdarna. Från dessa förekom spridning i Götaland. Under 1700-talet och början av 1800-talet gjordes genom statliga kampanjer plantering i större skala i trädfattiga jordbruksbygder, framför allt på de skånska slätterna, i avsikt att förhindra jordflykt genom vinderosion. I de pilevallar som planterades användes såväl vitpil och knäckepil som grönpil. Från de planterade pilarna skedde spontan spridning över Götaland och Svealand.
Pilen är idag Skånes landskapsträd.

## Beskrivning
Knäckepilen förökar sig vegetativt genom att kvistar lätt knäcks av blåsten och slår rot på fuktiga ställen som sticklingar och kan också föras till nya växtplatser av vattnet. Denna pil förekommer därför mest vid stranden av sjöar och åar eller ute i själva vattnet. Ofta står den tjocka stammen starkt lutad eller till och med stödd mot den våta marken med sina väldiga grenar. Den skiljer sig från jolster genom de fullvuxna bladens smalt lansettlika form och gråblåaktiga undersida. Hanblomman har två ståndare. 
Pilar gallrar själva sin krona genom att vissa kvistar som burit blommor och frukter avskiljs från växten under hösten och vintern genom en skarp, regelbunden led och faller på samma sätt som bladen vid lövfällningen.

## Utbredning i Sverige
I Sverige är knäckepil relativt vanlig i de södra delarna av landet och kring Mälaren. Förekomsten avtar successivt norrut tills den inte finns över huvud taget i norra Norrland.

## Externa länkar

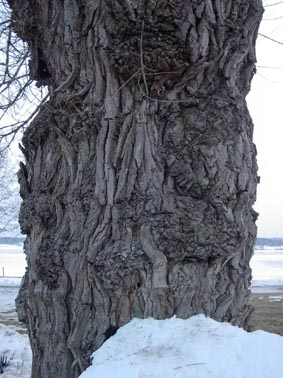
En pilstam vid Lindesjön.

### Utbredningskartor

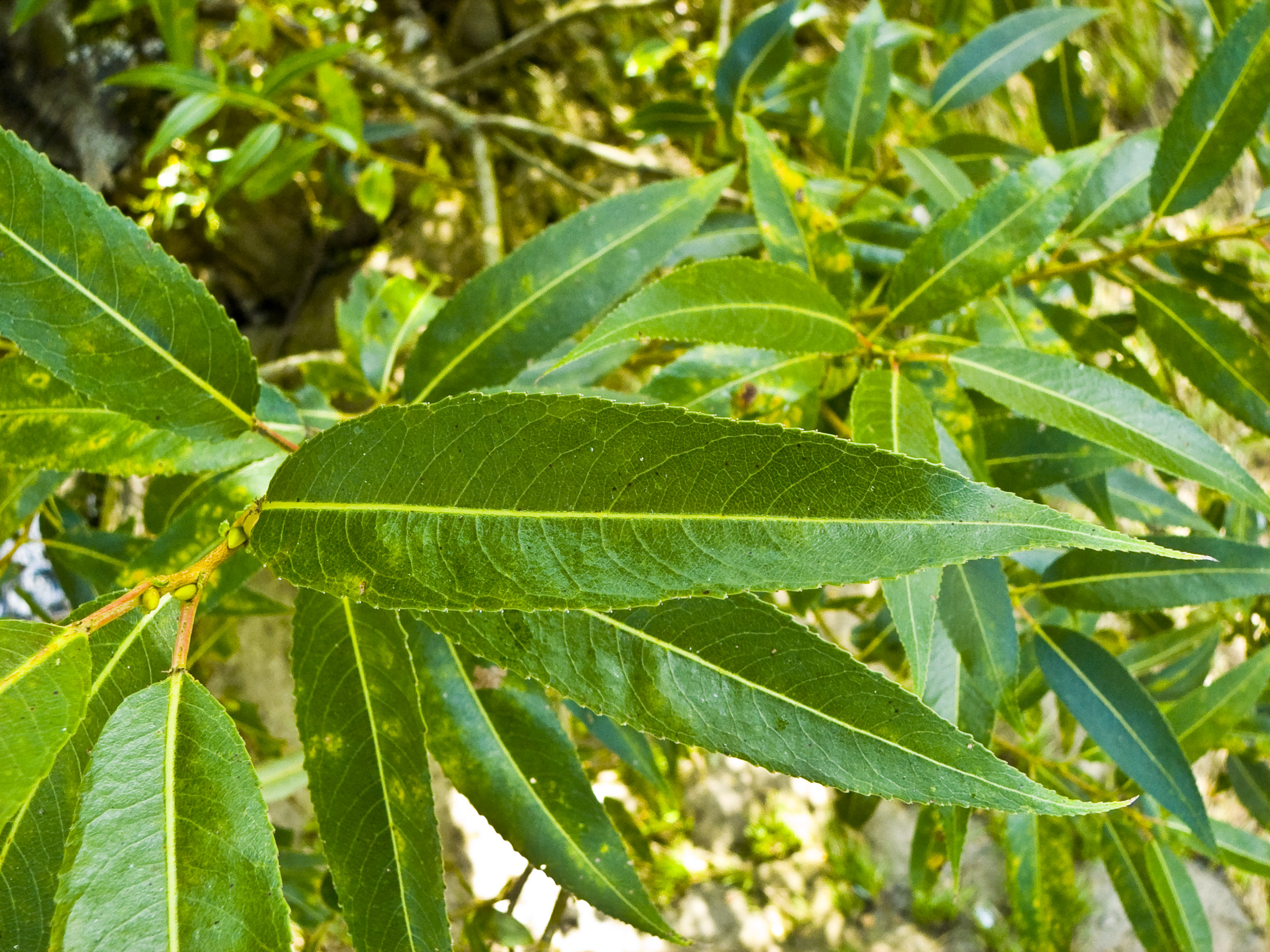

- Norden
- Norra halvklotet